# Nairobi
Nairobi je hlavním a největším městem východoafrického státu Keni. Jméno pochází z masajské fráze Enkare Nyrobi, což znamená „studená voda“. Jde o odkaz na řeku Nairobi, která městem protéká. Město je populárně označováno jako "zelené město na slunci". Město leží ve výšce 1795 metrů nad mořem.
Nairobi bylo založeno v roce 1899 koloniálními orgány v britské východní Africe jako železniční zastávka na ugandsko-keňské železnici. V roce 1905 nahradilo Mombasu jako hlavní město. Během koloniální éry se město stalo centrem pro výrobu kávy, čaje a sisalu. Roku 1954 získalo městský status. Po vyhlášení nezávislosti v roce 1963 se stalo hlavním městem Keňské republiky.
S populací 3,36 milionu v roce 2011 je Nairobi druhým největším městem podle populace v oblasti Velkých jezer Afriky po Dar es Salaam v Tanzanii. Podle sčítání lidu z roku 2019 žije v administrativní oblasti Nairobi 4 397 073 obyvatel v rozloze 696,1 km2. Nairobi je desáté největší město v Africe, včetně populace jeho předměstí. V metropolitní oblasti žije 10 400 676 obyvatel.
Město je domovem tisíců keňských podniků a více než sta významných mezinárodních společností a organizací, včetně Programu OSN pro životní prostředí (UN Environment) a Úřadu OSN v Nairobi (UNON). Je centrem podnikání a kultury. Burza Nairobi Securities Exchange (NSE) je jedna z největších v Africe a druhá nejstarší burza na kontinentě. Jedná se o čtvrtou největší africkou burzu z hlediska objemu obchodů, která je schopna uskutečnit 10 milionů obchodů denně.
Na území města též leží Národní park Nairobi.

## Historie
Město bylo založeno jako zastávka keňsko-ugandských železnic na trati spojující Mombasu s Kisumu. Vysoká nadmořská výška zde vyloučila rizika tropických chorob. Již v roce 1896 zde byl založen sklad zásob krmiva pro tažný dobytek. V roce 1899 byla na místo přivedena železnice a založen železniční úřad. Počet obyvatel města postupně rostl z 8 000 v roce 1901 na 350 000 v roce 1963, dále na 1,5 milionu v roce 1994 a na 2,94 milionu v roce 2006. Mnoho obyvatel žije v Kibeře, největším slumu Afriky, který se nachází na okraji města.

## Doprava
Jedním z problémů města, příznačným pro většinu afrických velkoměst, je veřejná doprava.

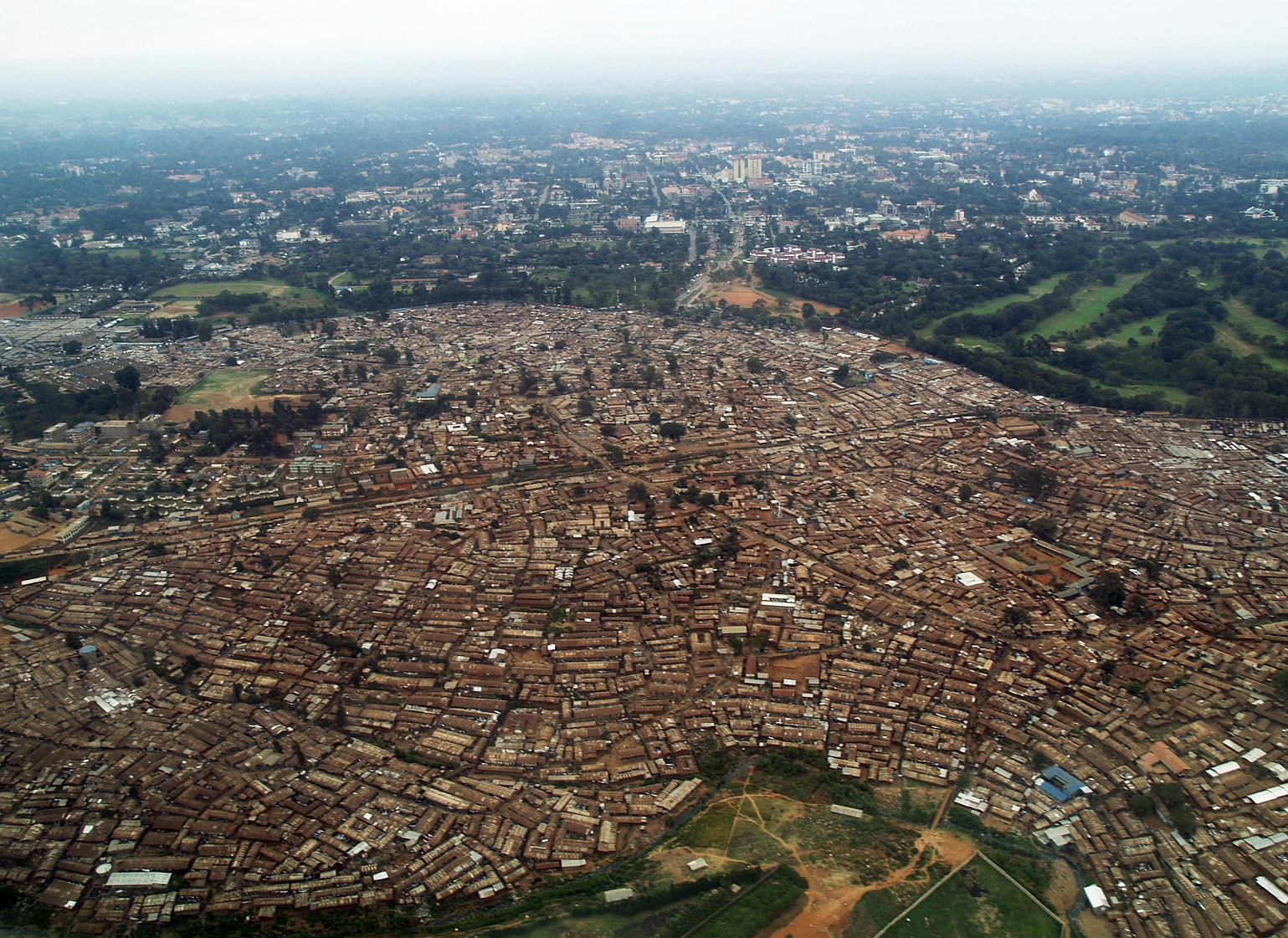
Slum Kibera

Soustava městské veřejné dopravy není cenově dostupná pro chudé obyvatele, kteří tudíž dávají přednost malým minibusům matatu – ty jsou často ve špatném technickém stavu a přispívají k přetížení silnic. Potřeba dojíždění do města přitom roste – hlavně do obchodní čtvrti ve středu města. 75 % dojíždějících je zaměstnáno právě zde. Pro příměstskou dopravu se využívají i železniční tratě směřující do Mombasy a Kampaly.
Uvažuje se o železničním spojení s letištěm. Mezinárodní letiště Joma Kenyatty je nejvýznamnějším leteckým uzlem východní Afriky.

## Galerie

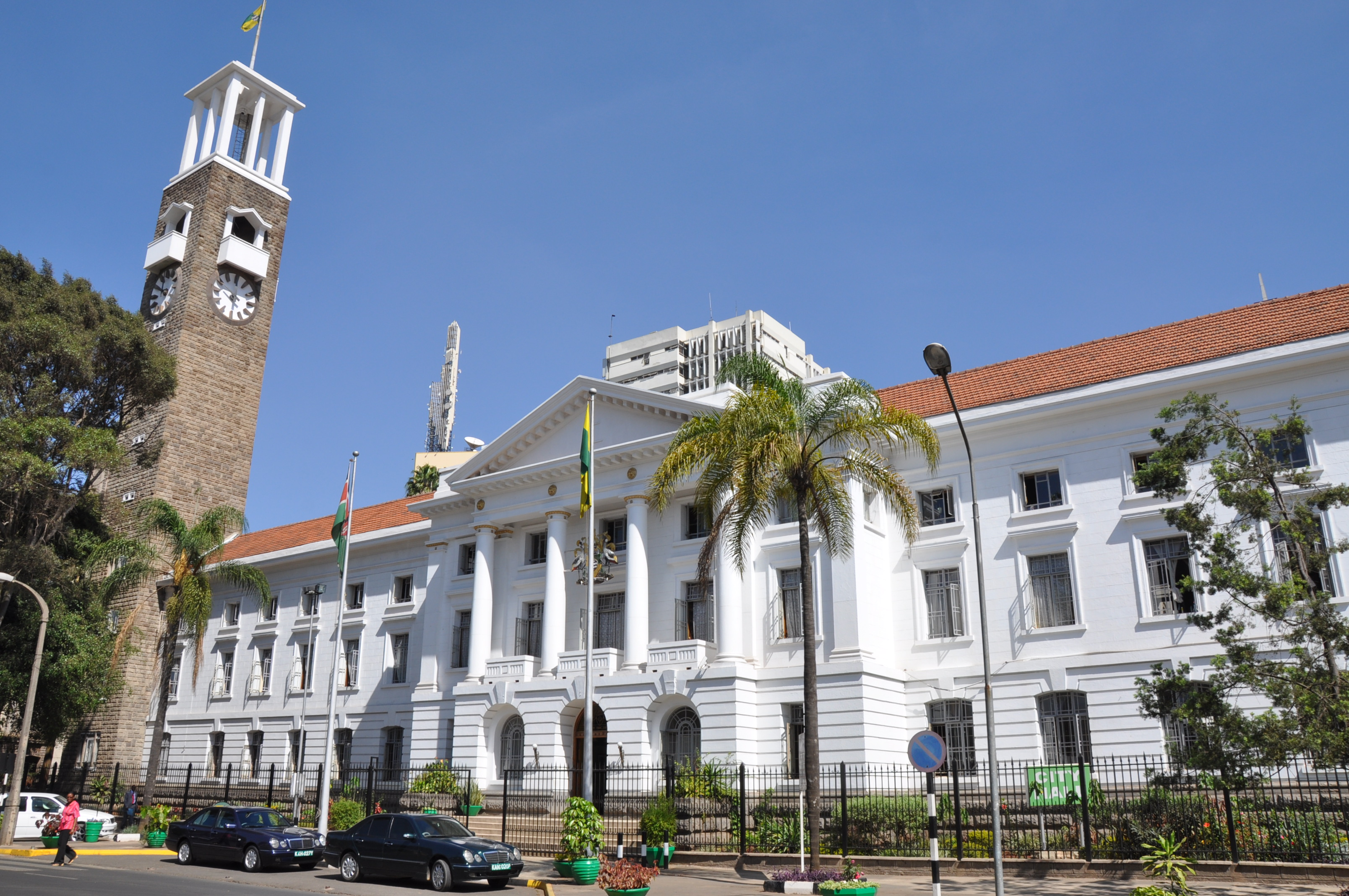
Městská radnice
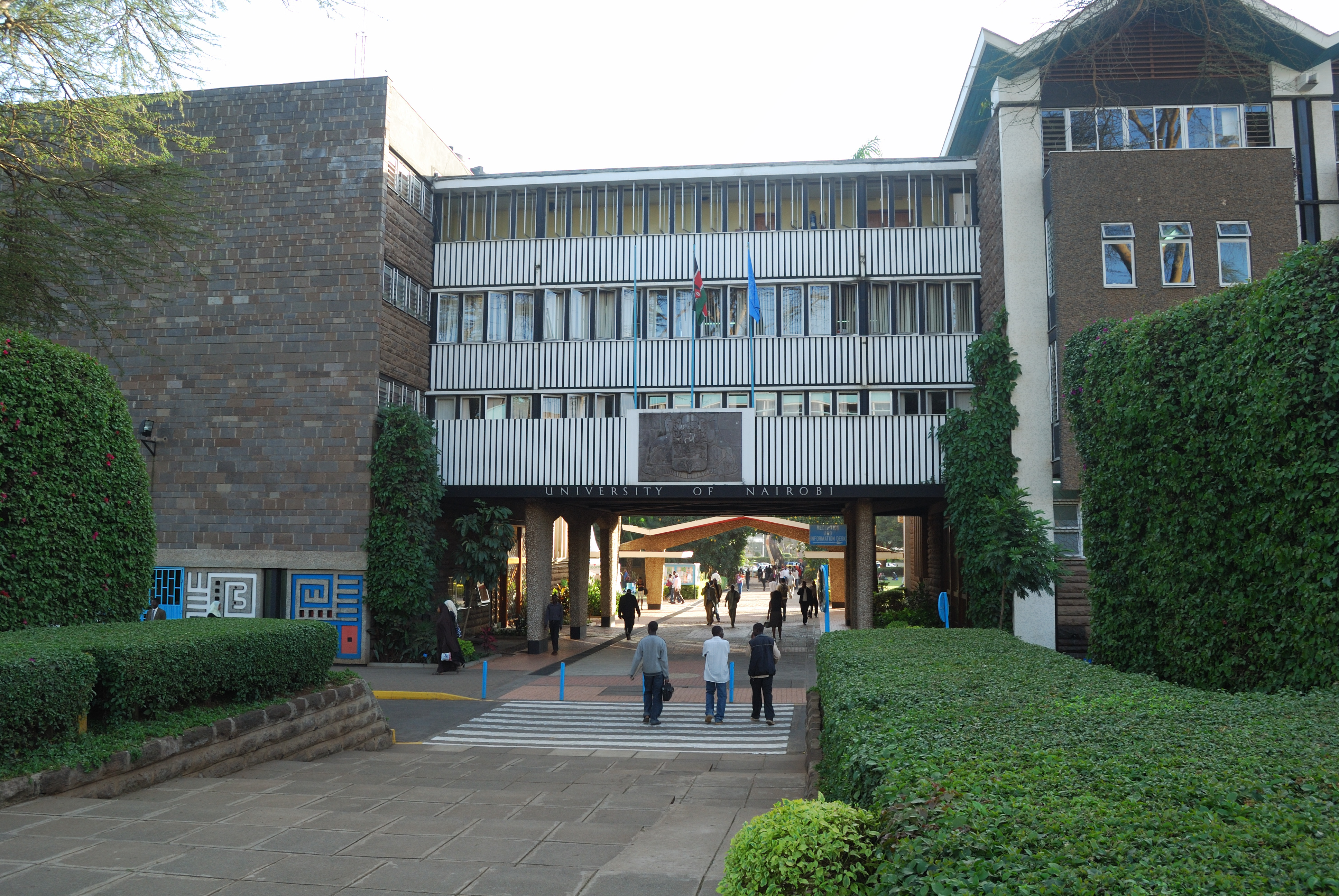
Univerzita v Nairobi
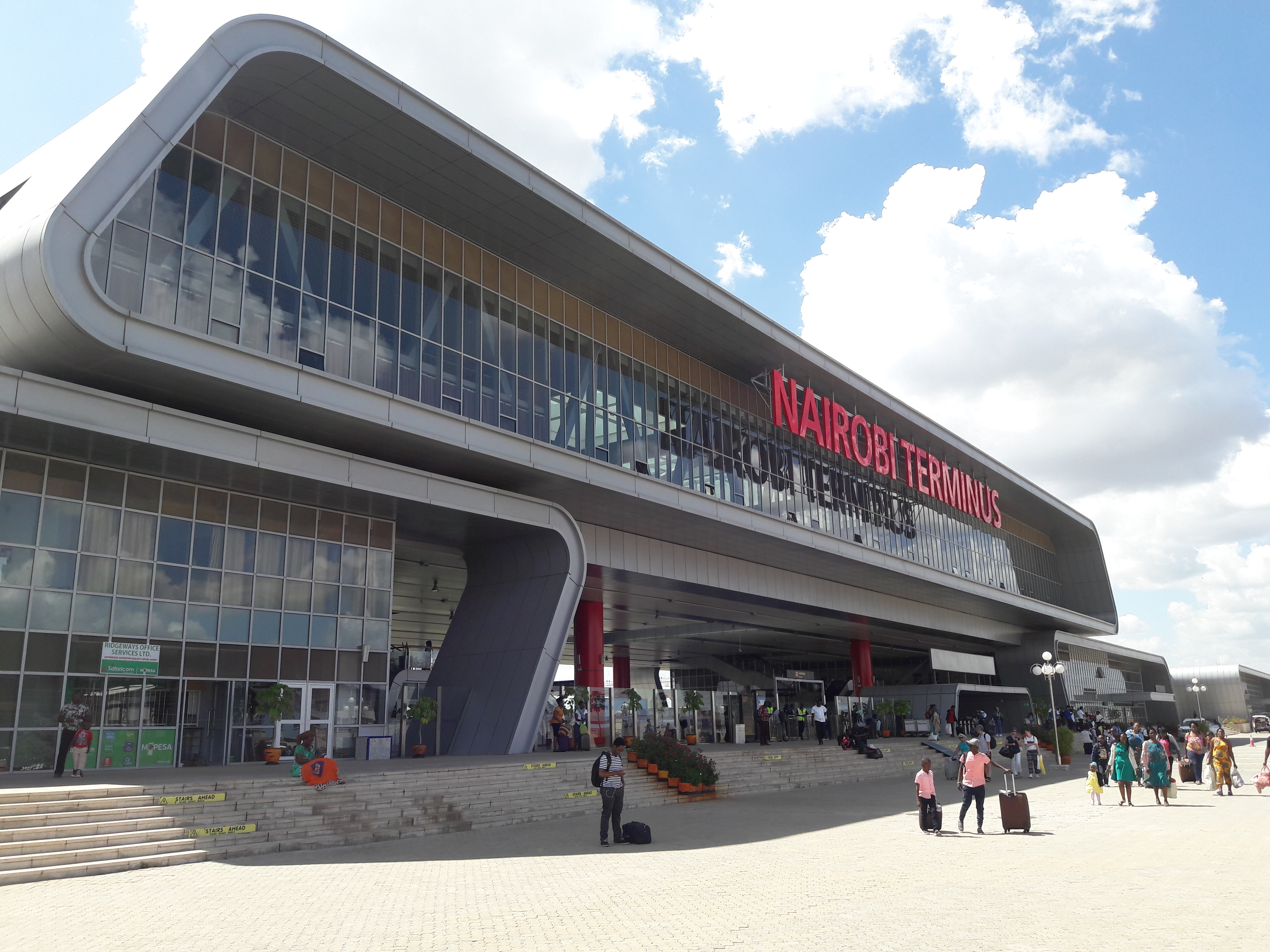
Nairobi Terminus - železniční stanice

## Mezinárodní organizace
Nairobi je sídlem řady mezinárodních úřadů. Nejvýznamnějšími jsou sídla Programu OSN na ochranu životního prostředí a Centra OSN pro lidská sídla.

## Slavní rodáci
- Richard Leakey (1944–2022), keňský paleontolog a archeolog britského původu[4]
- Philippa Gregoryová (* 1954), anglická spisovatelka, autorka historických románů[5]
- Uhuru Kenyatta (* 1961), keňský politik, prezident Keni v letech 2013–2022[6]
- Edi Gathegi (* 1979), keňsko-americký herec[7]
- Chris Froome (* 1985), britský profesionální silniční cyklista, čtyřnásobný vítěz Tour de France[8]

## Partnerská města
- Mexico City, Mexiko
- Colonia Tovar, Venezuela
- Denver, Spojené státy americké
- Kchun-ming, Čína
- Pching-siang, Čína
- Raleigh, Spojené státy americké
- Rio de Janeiro, Brazílie